# Krystyna Szarzyńska

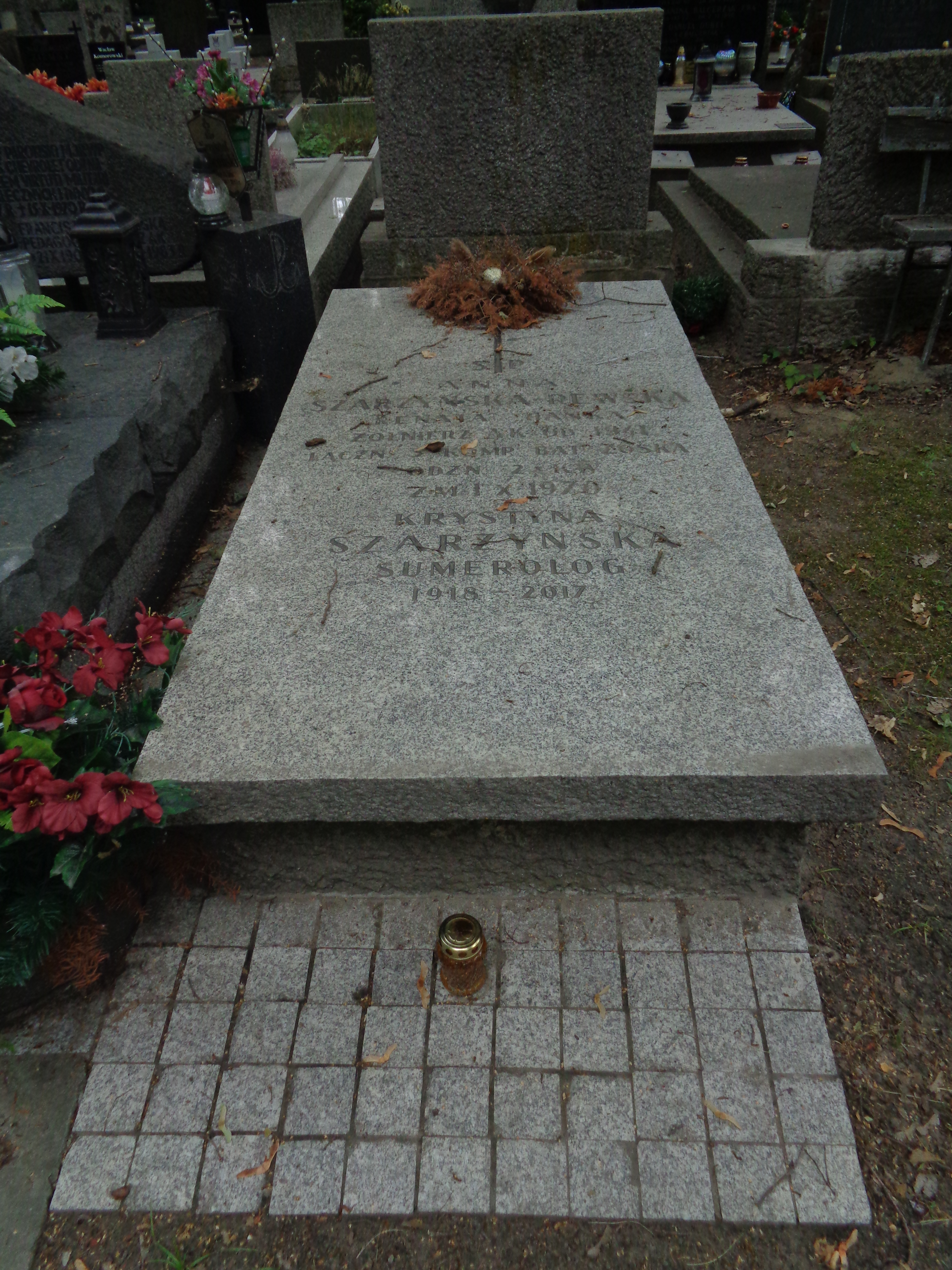
Grób Hanny Rewskiej i Krystyny Szarzyńskiej na Cmentarzu Wojskowym na Powązkach

Krystyna Szarzyńska ps. Adelina (ur. 19 maja 1918 w Kijowie, zm. 19 marca 2017) – polska asyrolog i sumerolog, 
tłumaczka wielu tekstów z języka sumeryjskiego, przez lata związana nieformalnie z Zakładem Wschodu Starożytnego Wydziału Orientalistycznego Uniwersytetu Warszawskiego. W 1986 roku uzyskała stopień doktora na podstawie pracy Z badań nad najstarszymi napisami sumeryjskimi z miasta Uruk napisanej pod kierunkiem Jana Brauna. W 1998 roku jej przyjaciele i współpracownicy uczcili jej 80. urodziny księgą pamiątkową Written on Clay and Stone. Ancient Near Eastern Studies Presented to Krystyna Szarzyńska on her 80th Birthday (red. Jan Braun, Warszawa 1998). Zmarła 19 marca 2017 roku w wieku 98 lat. Została pochowana na Cmentarzu Wojskowym na warszawskich Powązkach (kwatera B18-6-10).

## Publikacje
- Sumerica : prace sumeroznawcze. Warszawa: Wydawnictwo Dialog: 1997. (pol.). Brak numerów stron w książce
- Miłość i seks w kulturach Wschodu Starożytnego. Warszawa: Wydawnictwo Dialog: 1996. (pol.). Brak numerów stron w książce
- Krystyna Łyczkowska, Krystyna Szarzyńska: Mitologia Mezopotamii. Warszawa: Wydawnictwa Artystyczne i Filmowe: 1981. (pol.). Brak numerów stron w książce
- Mity sumeryjskie: antologia literatury mezopotamskiej. Warszawa: Wydawnictwo Agade: 2000. (pol.). Brak numerów stron w książce
- Eposy sumeryjskie. Warszawa: Wydawnictwo Agade: 2003. (pol.). Brak numerów stron w książce
- Sheep husbandry and production of wool, garments and cloths in archaic Sumer. Warszawa: Wydawnictwo Agade: 2002. (ang.). Brak numerów stron w książce
- Hymny i pieśni sumeryjskie: wybór tekstów. Warszawa: Wydawnictwo Agade: 2005. (pol.). Brak numerów stron w książce